# Arjonilla
Arjonilla é um município da Espanha na província de Jaén, comunidade autónoma da Andaluzia, de área 42,4 km² com população de 3901 habitantes (2006) e densidade populacional de 92,0 hab./km².

## Demografia
| Variação demográfica do município entre 1991 e 2004 | Variação demográfica do município entre 1991 e 2004 | Variação demográfica do município entre 1991 e 2004 | Variação demográfica do município entre 1991 e 2004 |
| --------------------------------------------------- | --------------------------------------------------- | --------------------------------------------------- | --------------------------------------------------- |
| 1991                                                | 1996                                                | 2001                                                | 2004                                                |
| 3960                                                | 4072                                                | 3927                                                | 3935                                                |